# NSB Type 9a
Als norwegische Dampflokomotivbaureihe NSB Type 9a wurden 24 zwischen 1877 und 1882 gebaute Lokomotiven von Beyer-Peacock und Nydqvist och Holm für den Einsatz auf verschiedenen Bahnstrecken in Norwegen bezeichnet.

## Geschichte
Die norwegischen Bahnstrecken, die dem Staat gehörten, waren zu der damaligen Zeit administrativ eigenständige Einheiten. So wurden die baugleichen Lokomotiven je nach Einsatzort entweder mit Namen, mit laufenden Nummern oder mit einem vorgestellten Buchstaben, der auf den Einsatzort hinwies, gekennzeichnet. Zudem änderte sich mehrfach der Nummernplan im Laufe der Beschaffungszeit sowie später.
Der Einsatz erfolgte anfänglich auf der Smaalensbane, der Meråkerbane, der Eidsvold–Hamarbane und der Eidsvold–Ottabane. Die ersten Lokomotiven dieses Typs wurden bei Beyer-Peacock am 14. Juli 1876 bestellt und in der Zeit von 1877 bis 1879 ausgeliefert. Weitere Lokomotiven wurden unter Lizenz von Nydqvist och Holm hergestellt und zwischen 1879 und 1882 geliefert. Die erste Lokomotive wurde bereits im März 1915 ausgemustert, die beiden letzten, 9a 115 und 9a 116, wurden erst am 19. September 1953 außer Dienst gestellt.

## Beyer-Peacock-Lokomotiven

### Smaalensbanen SB S1–S8
Am 14. Juli 1876 wurden für die Smaalensbane acht Lokomotiven bei Beyer-Peacock bestellt, die 1877 angeliefert wurden. Sie hatten die Fabriknummern 1665–1672 und wurden als SB S1 bis S8 bezeichnet.
Bereits 1879 erfolgte eine Nummernänderung, bei der die Streckenbezeichnung SB und der Kennbuchstabe S vor der laufenden Nummer entfiel. Die Lokomotiven wurden in der gleichen Reihenfolge als 41 bis 48 eingereiht.
Die Lok Nr. 41 kam 1911 zur Hell–Sunnanbanen und erhielt 1913 die Nr. 128.

### Meråkerbanen – Magnus und Inge
Am 14. Juli 1876 wurden für die Meråkerbane zwei Lokomotiven bei Beyer-Peacock bestellt, die 1877 angeliefert wurden. Sie hatten die Fabriknummern 1673 und 1674 und wurden als Magnus und Inge bezeichnet.
Im Lieferjahr 1877 erfolgte bereits die Einsortierung in ein Nummernsystem,  Magnus wurde Nr. 5 und Inge Nr. 6. Bei einer weiteren Änderung der Betriebsnummern wurde 1881 aus der Nr. 5 die Nr. 56 sowie 1882 aus der Nr. 6 die Nr. 57. Die letzte Umnummerung erfolgte 1911 – aus Nr. 56 wurde Nr. 116 und aus Nr. 57 wurde Nr. 117.

### Eidsvold–Hamarbanen – Nidaros
Für die Eidsvold–Hamarbane wurde eine Lokomotive bei Beyer-Peacock bestellt, die 1879 angeliefert wurden. Sie hatte die Fabriknummer 1868 und wurde als Nidaros bezeichnet.
Noch im Lieferjahr erhielt die Lok die Nr. 3, im Oktober 1882 wurde eine Änderung in Nr. 60 durchgeführt, die schließlich 1893 in 63 geändert wurde.

### Distrikt Trondheim – Eystein
Für den Distrikt Trondheim wurde eine Lokomotive bei Beyer-Peacock bestellt, die 1879 angeliefert wurden. Sie hatte die Fabriknummer 1869 und wurde als Eystein bezeichnet.
Noch im Lieferjahr erhielt die Lok die Nr. 4, etwa 1882 wurde eine Änderung in Nr. 55 durchgeführt, die schließlich 1911 in 115 geändert wurde.

## Nydqvist och Holm-Lokomotiven
Ab 1879 begannen die Lieferungen der zwölf in Lizenzbau gefertigten Lokomotiven. Diese wurden ebenso wie die englischen Lokomotiven zuerst an die autonomen Bahnstreckenverwaltungen geliefert.

### Eidsvold–Hamarbanen
Die Eidsvold–Hamarbane erhielt die Nr. 29 bis 31 (Nohab 118 bis 120 / 1879). Sie wurden 1880 in Betrieb genommen.

### Smaalensbanen
Die Smaalensbane erhielt die Nr. 53 bis 57 (Nohab 143 bis 147 / 1881) sowie die Nr. 58 bis 60 (Nohab 148, 157 und 158 / 1882).

### Distrikt Oslo
Der Distrikt Oslo bekam 1882 die Nr. 60 (Nohab 158 / 1882) zugeteilt.

### Meråkerbanen
Als letzte Lokomotiven der Serie wurde die Nr. 61 (Nohab 159 / 1882) der Meråkerbane zugeteilt. Sie war die einzige der Nohab-Lokomotiven, die eine andere Nummer erhielt. 1913 wurde aus der Nr. 61 die Nr. 129.

## Nummernänderungen / Einsätze
Noch während der Beschaffungsphase der Lokomotiven begannen zahlreiche Änderungen in der Nummerierung der Lokomotiven. Die letzte Nummernkorrektur erfolgte 1913.
Die Lokomotiven wurden im Laufe der Jahre zwischen den verschiedenen Distrikten umgesetzt. So waren sie im Laufe ihrer Dienstzeit in den Distrikten 1 – Kristiania – später Oslo (Smaalensbanen und Kongsvingerbanen), 2 – Drammen (Drammenbanen, Randsfjordbanen, Vestfoldbanen), 3 – Hamar (Hedmarksbanen, Teilstrecke Hamar–Tynset der Rørosbane), 4 – Trondheim (Meråkerbanen und Teilstrecke Tynset–Støren–Trondheim der Rørosbane) und 7 – Kristiansand (Setesdalsbanen und später Teile der Sørlandsbane) anzutreffen.
Sie waren unterschiedlich lange im Einsatz. Bereits am 26. März 1915 wurde die erste Lok aus der Nohab-Serie, die Nr. 54, abgestellt und ausgemustert. Die Nr. 47 war am 19. Februar 1923 die erste Maschine aus der Beyer-Peacock-Serie, die den Dienst quittierte. Die Nr. 59 war am 21. September 1949 die letzte Nohab-Lok, die außer Dienst ging und die Nr. 115 / Nr. 116 waren als letzte Beyer-Peacock-Lokomotiven bis 19. September 1953 im Einsatz.
Die Lok Nr. 59 war für das Eisenbahnmuseum vorgesehen, wurde jedoch nach 1949 wie alle anderen Exemplare verschrottet.

## Zugunglück
Nr. 57 entgleiste am 30. Januar 1898, als sie zwischen Flornes und Hegra auf der Meråkerbane in einen Erdrutsch fuhr. Der Heizer sprang aus der Lokomotive, während der Lokführer mit der Lokomotive in den Fluss rollte. Beide wurden nur verletzt und überlebten.